# Medalhistas olímpicos da canoagem (masculino)

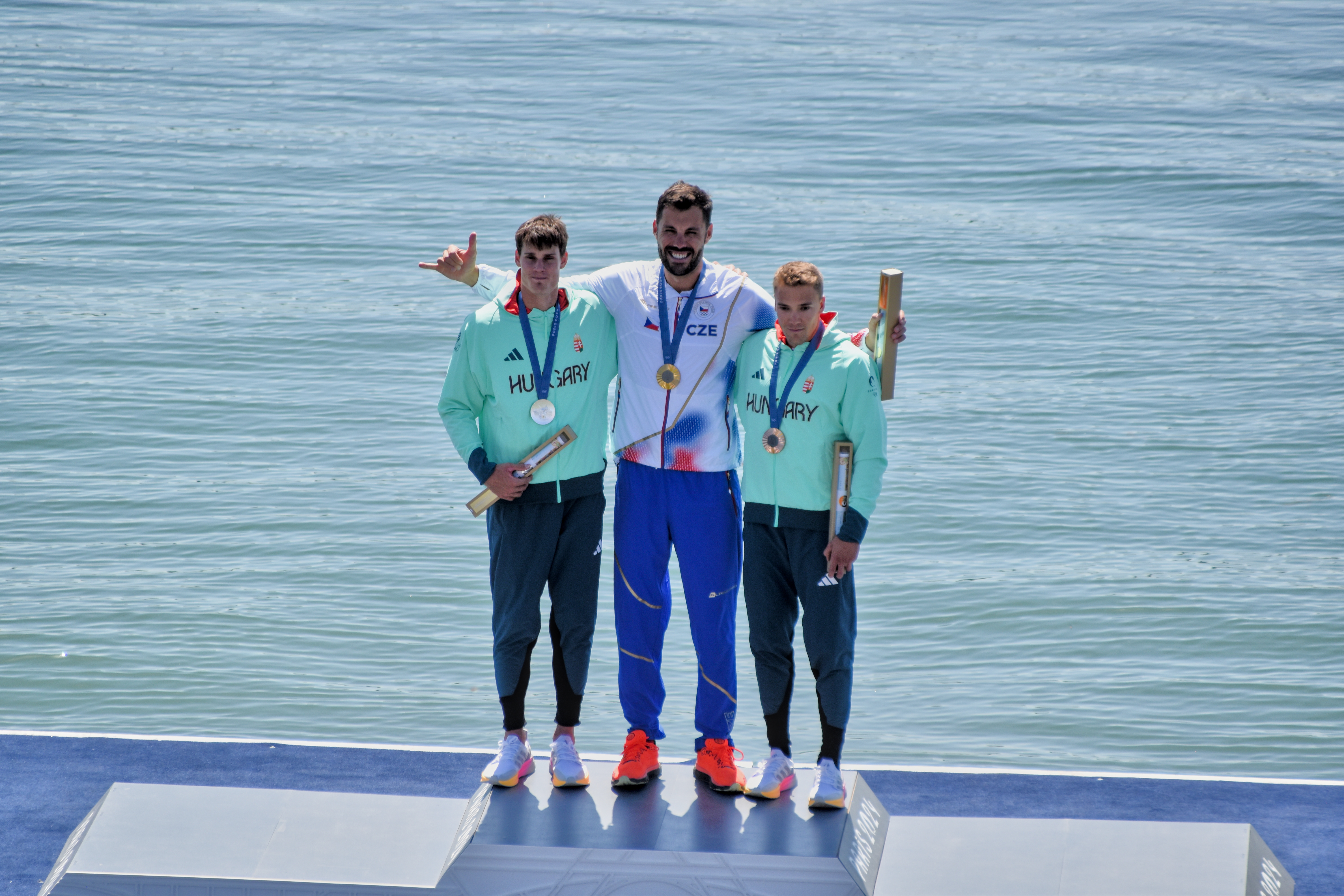
Medalhistas do K-1 500 m masculino da canoagem de velocidade em Paris 2024

A canoagem é um esporte disputado em Jogos Olímpicos desde Berlim 1936. Em sua história, teve provas disputadas em diversas distâncias. Em Londres 2012, alguns eventos de 500 m foram substituídos por provas de 200 m. Estes são os medalhistas olímpicos do esporte:

## Programa atual

### Slalom

#### C-1
| Evento                    | Ouro                                 | Prata                                  | Bronze                          |
| ------------------------- | ------------------------------------ | -------------------------------------- | ------------------------------- |
| Munique 1972 (detalhes)   | Reinhard Eiben GDR Alemanha Oriental | Reinhold Kauder FRG Alemanha Ocidental | James McEwan USA Estados Unidos |
| Barcelona 1992 (detalhes) | Lukáš Pollert TCH Checoslováquia     | Gareth Marriott GBR Grã-Bretanha       | Jacky Avril FRA França          |
| Atlanta 1996 (detalhes)   | Michal Martikán SVK Eslováquia       | Lukáš Pollert CZE República Checa      | Patrice Estanguet FRA França    |
| Sydney 2000 (detalhes)    | Tony Estanguet FRA França            | Michal Martikán SVK Eslováquia         | Juraj Minčík SVK Eslováquia     |
| Atenas 2004 (detalhes)    | Tony Estanguet FRA França            | Michal Martikán SVK Eslováquia         | Stefan Pfannmoller GER Alemanha |
| Pequim 2008 (detalhes)    | Michal Martikán SVK Eslováquia       | David Florence GBR Grã-Bretanha        | Robin Bell AUS Austrália        |
| Londres 2012 (detalhes)   | Tony Estanguet FRA França            | Sideris Tasiadis GER Alemanha          | Michal Martikán SVK Eslováquia  |
| Rio 2016 (detalhes)       | Denis Gargaud Chanut FRA França      | Matej Beňuš SVK Eslováquia             | Takuya Haneda JPN Japão         |
| Tóquio 2020 (detalhes)    | Benjamin Savšek SLO Eslovênia        | Lukáš Rohan CZE República Checa        | Sideris Tasiadis GER Alemanha   |
| Paris 2024 (detalhes)     | Nicolas Gestin FRA França            | Adam Burgess GBR Grã-Bretanha          | Matej Beňuš SVK Eslováquia      |

#### K-1
| Evento                    | Ouro                                | Prata                                 | Bronze                              |
| ------------------------- | ----------------------------------- | ------------------------------------- | ----------------------------------- |
| Munique 1972 (detalhes)   | Siegbert Horn GDR Alemanha Oriental | Norbert Sattler AUT Áustria           | Harald Gimpel GDR Alemanha Oriental |
| Barcelona 1992 (detalhes) | Pierpaolo Ferrazzi ITA Itália       | Sylvain Curinier FRA França           | Jochen Lettmann GER Alemanha        |
| Atlanta 1996 (detalhes)   | Oliver Fix GER Alemanha             | Andraz Vehovar SLO Eslovênia          | Thomas Becker GER Alemanha          |
| Sydney 2000 (detalhes)    | Thomas Schmidt GER Alemanha         | Paul Ratcliffe GBR Grã-Bretanha       | Pierpaolo Ferrazzi ITA Itália       |
| Atenas 2004 (detalhes)    | Benoît Peschier FRA França          | Campbell Walsh GBR Grã-Bretanha       | Fabien Lefèvre FRA França           |
| Pequim 2008 (detalhes)    | Alexander Grimm GER Alemanha        | Fabien Lefèvre FRA França             | Benjamin Boukpeti TOG Togo          |
| Londres 2012 (detalhes)   | Daniele Molmenti ITA Itália         | Vavřinec Hradilek CZE República Checa | Hannes Aigner GER Alemanha          |
| Rio 2016 (detalhes)       | Joseph Clarke GBR Grã-Bretanha      | Peter Kauzer SLO Eslovênia            | Jiří Prskavec CZE República Checa   |
| Tóquio 2020 (detalhes)    | Jiří Prskavec CZE República Checa   | Jakub Grigar SVK Eslováquia           | Hannes Aigner GER Alemanha          |
| Paris 2024 (detalhes)     | Giovanni De Gennaro ITA Itália      | Titouan Castryck FRA França           | Pau Echaniz ESP Espanha             |

#### Caiaque cross
| Evento                | Ouro                           | Prata                          | Bronze                  |
| --------------------- | ------------------------------ | ------------------------------ | ----------------------- |
| Paris 2024 (detalhes) | Finn Butcher NZL Nova Zelândia | Joseph Clarke GBR Grã-Bretanha | Noah Hegge GER Alemanha |

### Velocidade

#### C-1 1000 m
| Evento                           | Ouro                                  | Prata                                 | Bronze                               |
| -------------------------------- | ------------------------------------- | ------------------------------------- | ------------------------------------ |
| Berlim 1936 (detalhes)           | Frank Amyot CAN Canadá                | Bohuslav Karlík TCH Checoslováquia    | Erich Koschik GER Alemanha           |
| Londres 1948 (detalhes)          | Josef Holeček TCH Checoslováquia      | Douglas Bennett CAN Canadá            | Robert Boutigny FRA França           |
| Helsinque 1952 (detalhes)        | Josef Holeček TCH Checoslováquia      | János Parti HUN Hungria               | Olavi Ojanperä FIN Finlândia         |
| Melbourne 1956 (detalhes)        | Leon Rotman ROU Romênia               | István Hernek HUN Hungria             | Gennady Bukharin URS União Soviética |
| Roma 1960 (detalhes)             | János Parti HUN Hungria               | Aleksandr Silayev URS União Soviética | Leon Rotman ROU Romênia              |
| Tóquio 1964 (detalhes)           | Jürgen Eschert EUA Equipe Alemã Unida | Andrei Igorov ROU Romênia             | Yevgeny Penyayev URS União Soviética |
| Cidade do México 1968 (detalhes) | Tibor Tatai HUN Hungria               | Detlef Lewe FRG Alemanha Ocidental    | Vitaly Galkov URS União Soviética    |
| Munique 1972 (detalhes)          | Ivan Patzaichin ROU Romênia           | Tamás Wichmann HUN Hungria            | Detlef Lewe FRG Alemanha Ocidental   |
| Montreal 1976 (detalhes)         | Matija Ljubek YUG Iugoslávia          | Vasyl Yurchenko URS União Soviética   | Tamás Wichmann HUN Hungria           |
| Moscou 1980 (detalhes)           | Lyubomir Lyubenov BUL Bulgária        | Sergei Postrekhin URS União Soviética | Eckhard Leue GDR Alemanha Oriental   |
| Los Angeles 1984 (detalhes)      | Ulrich Eicke FRG Alemanha Ocidental   | Larry Cain CAN Canadá                 | Henning Lynge Jakobsen DEN Dinamarca |
| Seul 1988 (detalhes)             | Ivans Klementjevs URS União Soviética | Jörg Schmidt GDR Alemanha Oriental    | Nikolay Bukhalov BUL Bulgária        |
| Barcelona 1992 (detalhes)        | Nikolay Bukhalov BUL Bulgária         | Ivans Klementjevs LAT Letônia         | György Zala HUN Hungria              |
| Atlanta 1996 (detalhes)          | Martin Doktor CZE República Checa     | Ivans Klementjevs LAT Letônia         | György Zala HUN Hungria              |
| Sydney 2000 (detalhes)           | Andreas Dittmer GER Alemanha          | Ledis Balceiro CUB Cuba               | Stephen Giles CAN Canadá             |
| Atenas 2004 (detalhes)           | David Cal ESP Espanha                 | Andreas Dittmer GER Alemanha          | Attila Vajda HUN Hungria             |
| Pequim 2008 (detalhes)           | Attila Vajda HUN Hungria              | David Cal ESP Espanha                 | Thomas Hall CAN Canadá               |
| Londres 2012 (detalhes)          | Sebastian Brendel GER Alemanha        | David Cal ESP Espanha                 | Mark Oldershaw CAN Canadá            |
| Rio 2016 (detalhes)              | Sebastian Brendel GER Alemanha        | Isaquias Queiroz BRA Brasil           | Ilia Shtokalov RUS Rússia            |
| Tóquio 2020 (detalhes)           | Isaquias Queiroz BRA Brasil           | Liu Hao CHN China                     | Serghei Tarnovschi MDA Moldávia      |
| Paris 2024 (detalhes)            | Martin Fuksa CZE Chéquia              | Isaquias Queiroz BRA Brasil           | Serghei Tarnovschi MDA Moldávia      |

#### C-2 500 m
| Evento                      | Ouro                                                       | Prata                                            | Bronze                                            |
| --------------------------- | ---------------------------------------------------------- | ------------------------------------------------ | ------------------------------------------------- |
| Montreal 1976 (detalhes)    | URS União Soviética Serhei Petrenko Aleksandr Vinogradov   | POL Polônia Jerzy Opara Andrzej Gronowicz        | HUN Hungria Tamás Buday Oszkár Frey               |
| Moscou 1980 (detalhes)      | HUN Hungria László Foltán István Vaskuti                   | ROU Romênia Ivan Patzaichin Petre Capusta        | BUL Bulgária Borislav Ananiev Nikolai Ilkov       |
| Los Angeles 1984 (detalhes) | YUG Iugoslávia Matija Ljubek Mirko Nišović                 | ROU Romênia Ivan Patzaichin Toma Simionov        | ESP Espanha Enrique Míguez Narciso Suárez         |
| Seul 1988 (detalhes)        | URS União Soviética Viktor Reneysky Nicolae Juravschi      | POL Polônia Marek Dopierała Marek Łbik           | FRA França Philippe Renaud Joël Bettin            |
| Barcelona 1992 (detalhes)   | EUN Equipa Unificada Dmitry Dovgalyonok Aleksandr Maseykov | GER Alemanha Ulrich Papke Ingo Spelly            | BUL Bulgária Martin Marinov Blagovest Stoyanov    |
| Atlanta 1996 (detalhes)     | HUN Hungria György Kolonics Csaba Horváth                  | MDA Moldávia Viktor Reneysky Nicolae Juravschi   | ROU Romênia Gheorghe Andriev Grigore Obreja       |
| Sydney 2000 (detalhes)      | HUN Hungria Ferenc Novák Imre Pulai                        | POL Polônia Daniel Jędraszko Paweł Baraszkiewicz | ROU Romênia Mitică Pricop Florin Popescu          |
| Atenas 2004 (detalhes)      | CHN China Meng Guanliang Yang Wenjun                       | CUB Cuba Ibrahim Rojas Ledis Balceiro            | RUS Rússia Aleksandr Kostoglod Aleksandr Kovalyov |
| Pequim 2008 (detalhes)      | CHN China Meng Guanliang Yang Wenjun                       | RUS Rússia Sergey Ulegin Aleksandr Kostoglod     | GER Alemanha Christian Gille Tomasz Wylenzek      |
| Paris 2024 (detalhes)       | CHN China Liu Hao Ji Bowen                                 | ITA Itália Gabriele Casadei Carlo Tacchini       | ESP Espanha Joan Antoni Moreno Diego Domínguez    |

#### K-1 1000 m
| Evento                           | Ouro                                     | Prata                                    | Bronze                               |
| -------------------------------- | ---------------------------------------- | ---------------------------------------- | ------------------------------------ |
| Berlim 1936 (detalhes)           | Gregor Hradetzky AUT Áustria             | Helmut Cammerer GER Alemanha             | Jaap Kraaier NED Países Baixos       |
| Londres 1948 (detalhes)          | Gert Fredriksson SWE Suécia              | Johan Andersen DEN Dinamarca             | Henri Eberhardt FRA França           |
| Helsinque 1952 (detalhes)        | Gert Fredriksson SWE Suécia              | Thorvald Stromberg FIN Finlândia         | Louis Gantois FRA França             |
| Melbourne 1956 (detalhes)        | Gert Fredriksson SWE Suécia              | Igor Pissarov URS União Soviética        | Lajos Kiss HUN Hungria               |
| Roma 1960 (detalhes)             | Erik Hansen DEN Dinamarca                | Imre Szöllősi HUN Hungria                | Gert Fredriksson SWE Suécia          |
| Tóquio 1964 (detalhes)           | Rolf Peterson SWE Suécia                 | Mihály Hesz HUN Hungria                  | Aurel Vernescu ROU Romênia           |
| Cidade do México 1968 (detalhes) | Mihály Hesz HUN Hungria                  | Aleksandr Shaparenko URS União Soviética | Erik Hansen DEN Dinamarca            |
| Munique 1972 (detalhes)          | Aleksandr Shaparenko URS União Soviética | Rolf Peterson SWE Suécia                 | Géza Csapó HUN Hungria               |
| Montreal 1976 (detalhes)         | Rüdiger Helm GDR Alemanha Oriental       | Géza Csapó HUN Hungria                   | Vasile Dîba ROU Romênia              |
| Moscou 1980 (detalhes)           | Rüdiger Helm GDR Alemanha Oriental       | Alain Lebas FRA França                   | Ion Bîrlădeanu ROU Romênia           |
| Los Angeles 1984 (detalhes)      | Alan Thompson NZL Nova Zelândia          | Milan Janić YUG Iugoslávia               | Greg Barton USA Estados Unidos       |
| Seul 1988 (detalhes)             | Greg Barton USA Estados Unidos           | Grant Davies AUS Austrália               | André Wohllebe GDR Alemanha Oriental |
| Barcelona 1992 (detalhes)        | Clint Robinson AUS Austrália             | Knut Holmann NOR Noruega                 | Greg Barton USA Estados Unidos       |
| Atlanta 1996 (detalhes)          | Knut Holmann NOR Noruega                 | Beniamino Bonomi ITA Itália              | Clint Robinson AUS Austrália         |
| Sydney 2000 (detalhes)           | Knut Holmann NOR Noruega                 | Petar Merkov BUL Bulgária                | Tim Brabants GBR Grã-Bretanha        |
| Atenas 2004 (detalhes)           | Eirik Verås Larsen NOR Noruega           | Ben Fouhy NZL Nova Zelândia              | Adam van Koeverden CAN Canadá        |
| Pequim 2008 (detalhes)           | Tim Brabants GBR Grã-Bretanha            | Eirik Verås Larsen NOR Noruega           | Ken Wallace AUS Austrália            |
| Londres 2012 (detalhes)          | Eirik Verås Larsen NOR Noruega           | Adam van Koeverden CAN Canadá            | Max Hoff GER Alemanha                |
| Rio 2016 (detalhes)              | Marcus Walz ESP Espanha                  | Josef Dostál CZE República Checa         | Roman Anoshkin RUS Rússia            |
| Tóquio 2020 (detalhes)           | Bálint Kopasz HUN Hungria                | Ádám Varga HUN Hungria                   | Fernando Pimenta POR Portugal        |
| Paris 2024 (detalhes)            | Josef Dostál CZE Chéquia                 | Ádám Varga HUN Hungria                   | Bálint Kopasz HUN Hungria            |

#### K-2 500 m
| Evento                      | Ouro                                                     | Prata                                                  | Bronze                                             |
| --------------------------- | -------------------------------------------------------- | ------------------------------------------------------ | -------------------------------------------------- |
| Montreal 1976 (detalhes)    | GDR Alemanha Oriental Joachim Mattern Bernd Olbricht     | URS União Soviética Serhei Nahorny Vladimir Romanovsky | ROU Romênia Larion Serghei Policarp Malîhin        |
| Moscou 1980 (detalhes)      | URS União Soviética Vladimir Parfenovich Sergei Chukhray | ESP Espanha Guillermo del Riego Herminio Menéndez      | GDR Alemanha Oriental Rüdiger Helm Bernd Olbricht  |
| Los Angeles 1984 (detalhes) | NZL Nova Zelândia Ian Ferguson Paul MacDonald            | SWE Suécia Per-Inge Bengtsson Lars-Erik Moberg         | CAN Canadá Hugh Fisher Alwyn Morris                |
| Seul 1988 (detalhes)        | NZL Nova Zelândia Ian Ferguson Paul MacDonald            | URS União Soviética Igor Nagayev Viktor Denisov        | HUN Hungria Attila Ábrahám Ferenc Csipes           |
| Barcelona 1992 (detalhes)   | GER Alemanha Kay Bluhm Torsten Gutsche                   | POL Polônia Maciej Freimut Wojciech Kurpiewski         | ITA Itália Bruno Dreossi Antonio Rossi             |
| Atlanta 1996 (detalhes)     | GER Alemanha Kay Bluhm Torsten Gutsche                   | ITA Itália Daniele Scarpa Beniamino Bonomi             | AUS Austrália Daniel Collins Andrew Trim           |
| Sydney 2000 (detalhes)      | HUN Hungria Zoltán Kammerer Botond Storcz                | AUS Austrália Daniel Collins Andrew Trim               | GER Alemanha Ronald Rauhe Tim Wieskötter           |
| Atenas 2004 (detalhes)      | GER Alemanha Ronald Rauhe Tim Wieskötter                 | AUS Austrália Clint Robinson Nathan Baggaley           | BLR Bielorrússia Raman Piatrushenka Vadzim Makhneu |
| Pequim 2008 (detalhes)      | ESP Espanha Saúl Craviotto Carlos Pérez                  | GER Alemanha Ronald Rauhe Tim Wieskötter               | BLR Bielorrússia Raman Piatrushenka Vadzim Makhneu |
| Paris 2024 (detalhes)       | GER Alemanha Jacob Schopf Max Lemke                      | HUN Hungria Bence Nádas Sándor Tótka                   | AUS Austrália Jean van der Westhuyzen Thomas Green |

#### K-4 500 m
| Evento                 | Ouro                                                                   | Prata                                                                                 | Bronze                                                                       |
| ---------------------- | ---------------------------------------------------------------------- | ------------------------------------------------------------------------------------- | ---------------------------------------------------------------------------- |
| Tóquio 2020 (detalhes) | GER Alemanha Max Rendschmidt Ronald Rauhe Tom Liebscher Max Lemke      | ESP Espanha Saúl Craviotto Marcus Cooper Walz Carlos Arévalo Rodrigo Germade          | SVK Eslováquia Samuel Baláž Denis Myšák Erik Vlček Adam Botek                |
| Paris 2024 (detalhes)  | GER Alemanha Max Rendschmidt Max Lemke Jacob Schopf Tom Liebscher-Lucz | AUS Austrália Riley Fitzsimmons Pierre van der Westhuyzen Jackson Collins Noah Havard | ESP Espanha Saúl Craviotto Carlos Arévalo Marcus Cooper Walz Rodrigo Germade |

## Eventos passados

### Velocidade

#### C-1 200 m
| Evento                  | Ouro                    | Prata                              | Bronze                        |
| ----------------------- | ----------------------- | ---------------------------------- | ----------------------------- |
| Londres 2012 (detalhes) | Yuri Cheban UKR Ucrânia | Ivan Shtyl RUS Rússia              | Alfonso Benavides ESP Espanha |
| Rio 2016 (detalhes)     | Yuri Cheban UKR Ucrânia | Valentin Demyanenko AZE Azerbaijão | Isaquias Queiroz BRA Brasil   |

#### C-1 500 m
| Evento                      | Ouro                                  | Prata                                 | Bronze                              |
| --------------------------- | ------------------------------------- | ------------------------------------- | ----------------------------------- |
| Montreal 1976 (detalhes)    | Aleksandr Rogov URS União Soviética   | John Wood CAN Canadá                  | Matija Ljubek YUG Iugoslávia        |
| Moscou 1980 (detalhes)      | Sergei Postrekhin URS União Soviética | Lyubomir Lyubenov BUL Bulgária        | Olaf Heukrodt GDR Alemanha Oriental |
| Los Angeles 1984 (detalhes) | Larry Cain CAN Canadá                 | Henning Lynge Jakobsen DEN Dinamarca  | Costicǎ Olaru ROU Romênia           |
| Seul 1988 (detalhes)        | Olaf Heukrodt GDR Alemanha Oriental   | Michał Śliwiński URS União Soviética  | Martin Marinov BUL Bulgária         |
| Barcelona 1992 (detalhes)   | Nikolay Bukhalov BUL Bulgária         | Michał Śliwiński EUN Equipa Unificada | Olaf Heukrodt GER Alemanha          |
| Atlanta 1996 (detalhes)     | Martin Doktor CZE República Checa     | Slavomír Kňazovický SVK Eslováquia    | Imre Pulai HUN Hungria              |
| Sydney 2000 (detalhes)      | György Kolonics HUN Hungria           | Maksim Opalev RUS Rússia              | Andreas Dittmer GER Alemanha        |
| Atenas 2004 (detalhes)      | Andreas Dittmer GER Alemanha          | David Cal ESP Espanha                 | Maksim Opalev RUS Rússia            |
| Pequim 2008 (detalhes)      | Maksim Opalev RUS Rússia              | David Cal ESP Espanha                 | Yuri Cheban UKR Ucrânia             |

#### C-1 10000 m
| Evento                    | Ouro                               | Prata                           | Bronze                               |
| ------------------------- | ---------------------------------- | ------------------------------- | ------------------------------------ |
| Londres 1948 (detalhes)   | František Čapek TCH Checoslováquia | Frank Havens USA Estados Unidos | Norman Lane CAN Canadá               |
| Helsinque 1952 (detalhes) | Frank Havens USA Estados Unidos    | Gábor Novák HUN Hungria         | Alfréd Jindra TCH Checoslováquia     |
| Melbourne 1956 (detalhes) | Leon Rotman ROU Romênia            | János Parti HUN Hungria         | Gennady Bukharin URS União Soviética |

#### C-2 1000 m
| Evento                           | Ouro                                                       | Prata                                                      | Bronze                                             |
| -------------------------------- | ---------------------------------------------------------- | ---------------------------------------------------------- | -------------------------------------------------- |
| Berlim 1936 (detalhes)           | TCH Checoslováquia Vladimír Syrovátka Jan Brzák-Felix      | AUT Áustria Rupert Weinstabl Karl Proisl                   | CAN Canadá Frank Saker Harvey Charters             |
| Londres 1948 (detalhes)          | TCH Checoslováquia Jan Brzák-Felix Bohumil Kudrna          | USA Estados Unidos Steven Lysak Stephen Macknowski         | FRA França Georges Dransart Georges Gandil         |
| Helsinque 1952 (detalhes)        | DEN Dinamarca Bent Peder Rasch Finn Haunstoft              | TCH Checoslováquia Jan Brzák-Felix Bohumil Kudrna          | GER Alemanha Egon Drews Wilfried Soltau            |
| Melbourne 1956 (detalhes)        | ROU Romênia Alexe Dumitru Simion Ismailciuc                | URS União Soviética Pavel Kharin Gratsian Botev            | HUN Hungria Károly Wieland Ferenc Mohácsi          |
| Roma 1960 (detalhes)             | URS União Soviética Leonid Geishtor Sergei Makarenko       | ITA Itália Aldo Dezi Francesco La Macchia                  | HUN Hungria Imre Farkas András Törő                |
| Tóquio 1964 (detalhes)           | URS União Soviética Andrei Khimich Stepan Oshchepkov       | FRA França Jean Boudehen Michel Chapuis                    | DEN Dinamarca Peer Nielsen John Sørensen           |
| Cidade do México 1968 (detalhes) | ROU Romênia Ivan Patzaichin Serghei Covaliov               | HUN Hungria Tamás Wichmann Gyula Petrikovics               | URS União Soviética Naum Prokupets Mikhail Zamotin |
| Munique 1972 (detalhes)          | URS União Soviética Vladas Česiūnas Yuri Lobanov           | ROU Romênia Ivan Patzaichin Serghei Covaliov               | BUL Bulgária Fedia Damianov Ivan Burtchin          |
| Montreal 1976 (detalhes)         | URS União Soviética Serhei Petrenko Aleksandr Vinogradov   | ROU Romênia Gheorghe Danielov Gheorghe Simionov            | HUN Hungria Tamás Buday Oszkár Frey                |
| Moscou 1980 (detalhes)           | ROU Romênia Ivan Patzaichin Toma Simionov                  | GDR Alemanha Oriental Olaf Heukrodt Uwe Madeja             | URS União Soviética Vasyl Yurchenko Yuri Lobanov   |
| Los Angeles 1984 (detalhes)      | ROU Romênia Ivan Patzaichin Toma Simionov                  | YUG Iugoslávia Matija Ljubek Mirko Nišović                 | FRA França Didier Hoyer Eric Renaud                |
| Seul 1988 (detalhes)             | URS União Soviética Viktor Reneysky Nicolae Juravschi      | GDR Alemanha Oriental Olaf Heukrodt Ingo Spelly            | POL Polônia Marek Dopierała Marek Łbik             |
| Barcelona 1992 (detalhes)        | GER Alemanha Ulrich Papke Ingo Spelly                      | DEN Dinamarca Christian Frederiksen Arne Nielsson          | FRA França Didier Hoyer Olivier Boivin             |
| Atlanta 1996 (detalhes)          | GER Alemanha Gunar Kirchbach Andreas Dittmer               | ROU Romênia Marcel Glavan Antonel Borsan                   | HUN Hungria György Kolonics Csaba Horváth          |
| Sydney 2000 (detalhes)           | ROU Romênia Mitică Pricop Florin Popescu                   | CUB Cuba Ibrahim Rojas Leobaldo Pereira                    | GER Alemanha Stefan Utess Lars Kober               |
| Atenas 2004 (detalhes)           | GER Alemanha Christian Gille Tomasz Wylenzek               | RUS Rússia Aleksandr Kostoglod Aleksandr Kovalyov          | HUN Hungria György Kozmann György Kolonics         |
| Pequim 2008 (detalhes)           | BLR Bielorrússia Andrei Bahdanovich Aliaksandr Bahdanovich | GER Alemanha Christian Gille Tomasz Wylenzek               | HUN Hungria György Kozmann Tamás Kiss              |
| Londres 2012 (detalhes)          | GER Alemanha Peter Kretschmer Kurt Kuschela                | BLR Bielorrússia Andrei Bahdanovich Aliaksandr Bahdanovich | RUS Rússia Alexey Korovashkov Ilya Pervukhin       |
| Rio 2016 (detalhes)              | GER Alemanha Sebastian Brendel Jan Vandrey                 | BRA Brasil Erlon Silva Isaquias Queiroz                    | UKR Ucrânia Dmytro Ianchuk Taras Mishchuk          |
| Tóquio 2020 (detalhes)           | CUB Cuba Serguey Torres Fernando Jorge                     | CHN China Liu Hao Zheng Pengfei                            | GER Alemanha Sebastian Brendel Tim Hecker          |

#### C-2 10000 m
| Evento                    | Ouro                                               | Prata                                      | Bronze                                     |
| ------------------------- | -------------------------------------------------- | ------------------------------------------ | ------------------------------------------ |
| Berlim 1936 (detalhes)    | TCH Checoslováquia Václav Mottl Zdeněk Škrland     | CAN Canadá Frank Saker Harvey Charters     | AUT Áustria Rupert Weinstabl Karl Proisl   |
| Londres 1948 (detalhes)   | USA Estados Unidos Steven Lysak Stephen Macknowski | TCH Checoslováquia Václav Havel Jiří Pecka | FRA França Georges Dransart Georges Gandil |
| Helsinque 1952 (detalhes) | FRA França Georges Turlier Jean Laudet             | CAN Canadá Kenneth Lane Donald Hawgood     | GER Alemanha Egon Drews Wilfried Soltau    |
| Melbourne 1956 (detalhes) | URS União Soviética Pavel Kharin Gratsian Botev    | FRA França Georges Dransart Marcel Renaud  | HUN Hungria Imre Farkas József Hunics      |

#### K-1 200 m
| Evento                  | Ouro                         | Prata                      | Bronze                                               |
| ----------------------- | ---------------------------- | -------------------------- | ---------------------------------------------------- |
| Londres 2012 (detalhes) | Ed McKeever GBR Grã-Bretanha | Saúl Craviotto ESP Espanha | Mark de Jonge CAN Canadá                             |
| Rio 2016 (detalhes)     | Liam Heath GBR Grã-Bretanha  | Maxime Beaumont FRA França | Saúl Craviotto ESP Espanha Ronald Rauhe GER Alemanha |
| Tóquio 2020 (detalhes)  | Sándor Tótka HUN Hungria     | Manfredi Rizza ITA Itália  | Liam Heath GBR Grã-Bretanha                          |

#### K-1 500 m
| Evento                      | Ouro                                     | Prata                                | Bronze                             |
| --------------------------- | ---------------------------------------- | ------------------------------------ | ---------------------------------- |
| Montreal 1976 (detalhes)    | Vasile Dîba ROU Romênia                  | Zoltán Sztanity HUN Hungria          | Rüdiger Helm GDR Alemanha Oriental |
| Moscou 1980 (detalhes)      | Vladimir Parfenovich URS União Soviética | John Sumegi AUS Austrália            | Vasile Dîba ROU Romênia            |
| Los Angeles 1984 (detalhes) | Ian Ferguson NZL Nova Zelândia           | Lars-Erik Moberg SWE Suécia          | Bernard Brégeon FRA França         |
| Seul 1988 (detalhes)        | Zsolt Gyulay HUN Hungria                 | Andreas Stähle GDR Alemanha Oriental | Paul MacDonald NZL Nova Zelândia   |
| Barcelona 1992 (detalhes)   | Mikko Kolehmainen FIN Finlândia          | Zsolt Gyulay HUN Hungria             | Knut Holmann NOR Noruega           |
| Atlanta 1996 (detalhes)     | Antonio Rossi ITA Itália                 | Knut Holmann NOR Noruega             | Piotr Markiewicz POL Polônia       |
| Sydney 2000 (detalhes)      | Knut Holmann NOR Noruega                 | Petar Merkov BUL Bulgária            | Michael Kolganov ISR Israel        |
| Atenas 2004 (detalhes)      | Adam van Koeverden CAN Canadá            | Nathan Baggaley AUS Austrália        | Ian Wynne GBR Grã-Bretanha         |
| Pequim 2008 (detalhes)      | Ken Wallace AUS Austrália                | Adam van Koeverden CAN Canadá        | Tim Brabants GBR Grã-Bretanha      |

#### K-1 10000 m
| Evento                    | Ouro                             | Prata                          | Bronze                                 |
| ------------------------- | -------------------------------- | ------------------------------ | -------------------------------------- |
| Berlim 1936 (detalhes)    | Ernst Krebs GER Alemanha         | Fritz Landertinger AUT Áustria | Ernest Riedel USA Estados Unidos       |
| Londres 1948 (detalhes)   | Gert Fredriksson SWE Suécia      | Kurt Wires FIN Finlândia       | Eivind Skabo NOR Noruega               |
| Helsinque 1952 (detalhes) | Thorvald Stromberg FIN Finlândia | Gert Fredriksson SWE Suécia    | Michael Scheuer GER Alemanha           |
| Melbourne 1956 (detalhes) | Gert Fredriksson SWE Suécia      | Ferenc Hatlaczky HUN Hungria   | Michael Scheuer EUA Equipe Alemã Unida |

#### K-1 4x500 m
| Evento               | Ouro                                                                               | Prata                                                                 | Bronze                                                            |
| -------------------- | ---------------------------------------------------------------------------------- | --------------------------------------------------------------------- | ----------------------------------------------------------------- |
| Roma 1960 (detalhes) | EUA Equipe Alemã Unida Dieter Krause Günter Perleberg Paul Lange Friedhelm Wentzke | HUN Hungria Imre Szöllősi Imre Kemeczei András Szente György Mészáros | DEN Dinamarca Erik Hansen Helmuth Nyborg Arne Høyer Erling Jessen |

#### K-2 200 m
| Evento                  | Ouro                                          | Prata                                              | Bronze                                          |
| ----------------------- | --------------------------------------------- | -------------------------------------------------- | ----------------------------------------------- |
| Londres 2012 (detalhes) | RUS Rússia Yury Postrigay Aleksandr Dyachenko | BLR Bielorrússia Raman Piatrushenka Vadzim Makhneu | GBR Grã-Bretanha Liam Heath Jon Schofield       |
| Rio 2016 (detalhes)     | ESP Espanha Saúl Craviotto Cristian Toro      | GBR Grã-Bretanha Liam Heath Jon Schofield          | LTU Lituânia Aurimas Lankas Edvinas Ramanauskas |

#### K-2 1000 m
| Evento                           | Ouro                                                        | Prata                                                 | Bronze                                             |
| -------------------------------- | ----------------------------------------------------------- | ----------------------------------------------------- | -------------------------------------------------- |
| Berlim 1936 (detalhes)           | AUT Áustria Adolf Kainz Alfons Dorfner                      | GER Alemanha Ewald Tilker Fritz Bondroit              | NED Países Baixos Nicolaas Tates Wim van der Kroft |
| Londres 1948 (detalhes)          | SWE Suécia Hans Berglund Lennart Klingström                 | DEN Dinamarca Ejvind Hansen Bernhard Jensen           | FIN Finlândia Thor Axelsson Nils Björklöf          |
| Helsinque 1952 (detalhes)        | FIN Finlândia Kurt Wires Yrjö Hietanen                      | SWE Suécia Lars Glasser Ingemar Hedberg               | AUT Áustria Maximilian Raub Herbert Wiedermann     |
| Melbourne 1956 (detalhes)        | EUA Equipe Alemã Unida Michael Scheuer Meinrad Miltenberger | URS União Soviética Mikhail Kaaleste Anatoli Demitkov | AUT Áustria Maximilian Raub Herbert Wiedermann     |
| Roma 1960 (detalhes)             | SWE Suécia Gert Fredriksson Sven-Olov Sjödelius             | HUN Hungria András Szente György Mészáros             | POL Polônia Stefan Kaplaniak Władysław Zieliński   |
| Tóquio 1964 (detalhes)           | SWE Suécia Sven-Olov Sjödelius Gunnar Utterberg             | NED Países Baixos Toon Geurts Paul Hoekstra           | EUA Equipe Alemã Unida Heinz Büker Holger Zander   |
| Cidade do México 1968 (detalhes) | URS União Soviética Aleksandr Shaparenko Vladimir Morozov   | HUN Hungria Csaba Giczy István Timár                  | AUT Áustria Gerhard Seibold Günther Pfaff          |
| Munique 1972 (detalhes)          | URS União Soviética Nikolai Gorbachev Viktor Kratasyuk      | HUN Hungria József Deme János Rátkai                  | POL Polônia Władysław Szuszkiewicz Rafał Piszcz    |
| Montreal 1976 (detalhes)         | URS União Soviética Serhei Nahorny Vladimir Romanovsky      | GDR Alemanha Oriental Joachim Mattern Bernd Olbricht  | HUN Hungria Zoltán Bakó István Szabó               |
| Moscou 1980 (detalhes)           | URS União Soviética Vladimir Parfenovich Sergei Chukhray    | HUN Hungria István Szabó István Joós                  | ESP Espanha Luis Gregorio Ramos Herminio Menéndez  |
| Los Angeles 1984 (detalhes)      | CAN Canadá Hugh Fisher Alwyn Morris                         | FRA França Bernard Brégeon Patrick Lefoulon           | AUS Austrália Barry Kelly Grant Kenny              |
| Seul 1988 (detalhes)             | USA Estados Unidos Greg Barton Norman Bellingham            | NZL Nova Zelândia Ian Ferguson Paul MacDonald         | AUS Austrália Peter Foster Kelvin Graham           |
| Barcelona 1992 (detalhes)        | GER Alemanha Kay Bluhm Torsten Gutsche                      | SWE Suécia Kalle Sundqvist Gunnar Olsson              | POL Polônia Grzegorz Kotowicz Dariusz Białkowski   |
| Atlanta 1996 (detalhes)          | ITA Itália Daniele Scarpa Antonio Rossi                     | GER Alemanha Kay Bluhm Torsten Gutsche                | BUL Bulgária Andrian Dushev Milko Kazanov          |
| Sydney 2000 (detalhes)           | ITA Itália Antonio Rossi Beniamino Bonomi                   | SWE Suécia Markus Oscarsson Henrik Nilsson            | HUN Hungria Krisztián Bártfai Krisztián Veréb      |
| Atenas 2004 (detalhes)           | SWE Suécia Markus Oscarsson Henrik Nilsson                  | ITA Itália Antonio Rossi Beniamino Bonomi             | NOR Noruega Eirik Verås Larsen Nils Olav Fjeldheim |
| Pequim 2008 (detalhes)           | GER Alemanha Andreas Ihle Martin Hollstein                  | DEN Dinamarca Kim Wraae Knudsen René Holten Poulsen   | ITA Itália Andrea Facchin Antonio Scaduto          |
| Londres 2012 (detalhes)          | HUN Hungria Rudolf Dombi Roland Kökény                      | POR Portugal Fernando Pimenta Emanuel Silva           | GER Alemanha Martin Hollstein Andreas Ihle         |
| Rio 2016 (detalhes)              | GER Alemanha Max Rendschmidt Marcus Gross                   | SRB Sérvia Marko Tomićević Milenko Zorić              | AUS Austrália Ken Wallace Lachlan Tame             |
| Tóquio 2020 (detalhes)           | AUS Austrália Jean van der Westhuyzen Thomas Green          | GER Alemanha Max Hoff Jacob Schopf                    | CZE República Checa Josef Dostál Radek Šlouf       |

#### K-2 10000 m
| Evento                    | Ouro                                        | Prata                                             | Bronze                                    |
| ------------------------- | ------------------------------------------- | ------------------------------------------------- | ----------------------------------------- |
| Berlim 1936 (detalhes)    | GER Alemanha Paul Wevers Ludwig Landen      | AUT Áustria Viktor Kalisch Karl Steinhuber        | SWE Suécia Tage Fahlborg Helge Larsson    |
| Londres 1948 (detalhes)   | SWE Suécia Gunnar Akerlund Hans Wetterström | NOR Noruega Ivar Mathisen Knut Ostbye             | FIN Finlândia Thor Axelsson Nils Björklöf |
| Helsinque 1952 (detalhes) | FIN Finlândia Kurt Wires Yrjö Hietanen      | SWE Suécia Gunnar Akerlund Hans Wetterström       | HUN Hungria Ferenc Varga József Gurovits  |
| Melbourne 1956 (detalhes) | HUN Hungria János Urányi László Fábián      | EUA Equipe Alemã Unida Fritz Briel Theodor Kleine | AUS Austrália Dennis Green Walter Brown   |

#### K-1 flexível 10000 m
| Evento                 | Ouro                         | Prata                      | Bronze                     |
| ---------------------- | ---------------------------- | -------------------------- | -------------------------- |
| Berlim 1936 (detalhes) | Gregor Hradetzky AUT Áustria | Henri Eberhardt FRA França | Xaver Hörmann GER Alemanha |

#### K-2 flexível 10000 m
| Evento                 | Ouro                                     | Prata                                 | Bronze                                        |
| ---------------------- | ---------------------------------------- | ------------------------------------- | --------------------------------------------- |
| Berlim 1936 (detalhes) | SWE Suécia Sven Johansson Erik Bladström | GER Alemanha Willi Horn Erich Hanisch | NED Países Baixos Piet Wijdekop Cees Wijdekop |

### Slalom

#### C-2
| Evento                    | Ouro                                                   | Prata                                                     | Bronze                                               |
| ------------------------- | ------------------------------------------------------ | --------------------------------------------------------- | ---------------------------------------------------- |
| Munique 1972 (detalhes)   | GDR Alemanha Oriental Walter Hofmann Rolf-Dieter Amend | FRG Alemanha Ocidental Hans-Otto Schumacher Wilhelm Baues | FRA França Jean-Louis Olry Jean-Claude Olry          |
| Barcelona 1992 (detalhes) | USA Estados Unidos Joe Jacobi Scott Strausbaugh        | TCH Checoslováquia Jiří Rohan Miroslav Šimek              | FRA França Franck Adisson Wilfrid Forgues            |
| Atlanta 1996 (detalhes)   | FRA França Franck Adisson Wilfrid Forgues              | CZE República Checa Jiří Rohan Miroslav Šimek             | GER Alemanha Andre Ehrenberg Michael Senft           |
| Sydney 2000 (detalhes)    | SVK Eslováquia Pavol Hochschorner Peter Hochschorner   | POL Polônia Krzysztof Kołomański Michał Staniszewski      | CZE República Checa Marek Jiras Tomáš Máder          |
| Atenas 2004 (detalhes)    | SVK Eslováquia Pavol Hochschorner Peter Hochschorner   | GER Alemanha Marcus Becker Stefan Henze                   | CZE República Checa Jaroslav Volf Ondřej Štěpánek    |
| Pequim 2008 (detalhes)    | SVK Eslováquia Pavol Hochschorner Peter Hochschorner   | CZE República Checa Ondřej Štěpánek Jaroslav Volf         | RUS Rússia Mikhail Kuznetsov Dmitry Larionov         |
| Londres 2012 (detalhes)   | GBR Grã-Bretanha Timothy Baillie Etienne Stott         | GBR Grã-Bretanha David Florence Richard Hounslow          | SVK Eslováquia Pavol Hochschorner Peter Hochschorner |
| Rio 2016 (detalhes)       | SVK Eslováquia Ladislav Škantár Peter Škantár          | GBR Grã-Bretanha David Florence Richard Hounslow          | FRA França Gauthier Klauss Matthieu Péché            |